# Верхние сатрапии
Верхние сатрапии (др.-греч. ἄνω σατραπεῖαι, anō satrapeiai) — собирательный термин, использовавшийся в эллинистический период для обозначения восточных, населённых иранцами провинций («сатрапий») империи Александра Македонского, особенно во время войн диадохов и государства Селевкидов. Иногда под ним подразумевается единая субпровинция под управлением стратега, «отвечающего за высшие сатрапии» (др.-греч. ὁ ἐπί τῶν ἄνω σατραπειῶν).

## Терминология
Верхние сатрапии включали в себя всю восточную половину территорий, завоеванных Александром: обычно все к востоку от реки Тигр, от гор Загрос на западе до границ Индии на юго-востоке и Средней Азии на северо-востоке, включая провинции Мидия, Персия, Кармания, Дрангиана, Гиркания, Парфия, Маргиана, Ария, Бактрия и Согдиана. Первоначально в этот район также входили самые восточные завоевания Александра — Паропамисады, Арахозия и Гедросия, но они перешли к Чандрагупте Маурье в 303 г. до н. э. после его договора с Селевком I Никатором.

## История

### При Ахеменидах
Возможно, что концепция и провинция «Верхних сатрапий» были созданы уже во времена поздней империи Ахеменидов, в которой, по крайней мере, для Малой Азии высшее военное командование охватывало сразу несколько сатрапий. Существует гипотеза о существовании подобных устройств для Армении, сирийско-вавилонских и восточных сатрапий. Приводимым доказательством считается запись Диодора Сицилийского о том, что Артаксеркс III доверил Верхние сатрапии Багою, но это может быть анахронизмом, также нет других свидетельств на преемственность в этом вопросе между ахеменидским и эллинистическим периодами.

### При диадохах
Первое упоминание о «Верхних сатрапиях» относится к 316 году до н. э., когда Антигон I назначил Пифона стратегом Мидии и верхних сатрапий. На солдатском собрании в 323 году до н. э. Пифон был избран для надзора за подавлением восстания наёмников в восточных сатрапиях и получил некоторую власть над местными сатрапами. Хотя, вероятно, с самого начала должность Пифона не задумывалась как всеобъемлющее военное командование, каким оно стало позже, похоже, он постепенно пытался навязать подобную власть местным сатрапам, которые объединились против него и изгнали в 317 году до н. э. Именно в этом контексте Антигон признал свои претензии на его расположение, хотя вскоре после этого Антигон арестовал и казнил Пифона.
После казни Пифона Антигон назначил ему на замену двух офицеров: Оронтобата сатрапом Мидии и Гиппострата стратегом. Согласно Герману Бенгтсону, Гиппострат занимал промежуточное положение между полным стратегом Верхних сатрапий и провинциальным сатрапом. Таким образом, он, вероятно, командовал дислоцированными в восточных провинциях войсками царской армии (βασιλική δύναμις), в то время как сатрапы командовали только местными рекрутами. Назначение Гиппострата было временной целесообразностью, и в 315 году до н. э. Антигон назначил своего полководца Никанора стратегом Мидии и Верхних сатрапий. Учреждение поста совпало с отъездом Антигона из Вавилонии в Средиземноморье для борьбы со своими соперниками, вместе с отсутствием подобных должностей в западных провинциях показывает, что пост был предназначенный для обеспечения безопасности восточных провинций. Никанор управлял регионом вплоть до вторжения Селевка I в Вавилонию в 311 году до н. э., в битве с которым он, возможно, пал. В результате восточные сатрапии перешли под контроль Селевка, а особое командование над верхними сатрапиями было на время упразднено.